# Trop (književnost)
Književni trop je upotreba figurativnog jezika, preko reči, fraze ili slike, za umetnički efekat kao što je upotreba govorne figure. Kit i Lundburg opisuju trop kao „zamenu reči ili fraze manje doslovnom rečju ili frazom“. Reč trop je takođe pretrpela semantičku promenu i sada takođe opisuje književna i retorička sredstva koja se često ponavljaju ili se prekomerno koriste, motive ili klišee u kreativnim delima. Književni tropovi obuhvataju skoro svaku kategoriju pisanja, kao što su poezija, film, predstave i video igrice.

## Literatura
- Baldrick, Chris. 2008. Oxford Dictionary of Literary Terms. New York: Oxford University Press.  9780199208272
- Corbett, Edward P. J. and Connors, Robert J. 1999. Style and Statement. New York, Oxford: Oxford University Press.  0195115430
- Kennedy, X.J. et al. 2006. The Longman Dictionary of Literary Terms: Vocabulary for the Informed Reader. New York: Pearson, Longman.  032133194X
- Forsyth, Mark. 2014. The Elements of Eloquence. New York: Berkley Publishing Group / Penguin Publishing.  9780425276181
- Quinn, Edward. 1999. A Dictionary of Literary and Thematic Terms. New York: Checkmark Books.  0816043949
- „Silva Rhetorica”. Rhetoric.BYU.edu.
- „What is a Trope?”. Oregon State Guide to Literary Terms. 22. 1. 2023.